# Морле (округ)
Округ Морле (фр. Arrondissement de Morlaix) — округ у Франції, в департаменті Фіністер. 2023 року округ об'єднував 59 муніципалітетів, населення становило 129 463 особи.
Адміністративний центр (супрефектура) — Морле.

## Муніципалітети
Список муніципалітетів округу та їхні коди INSEE:
1. Анвік (29079)
2. Бодьї (29010)
3. Ботсорель (29014)
4. Гарлан (29059)
5. Герлескен (29067)
6. Гіклан (29068)
7. Гімаек (29073)
8. Гімільйо (29074)
9. Іль-де-Ба (29082)
10. Карантек (29023)
11. Кледе (29030)
12. Коммана (29038)
13. Ламполь-Гімільйо (29097)
14. Ландівізьйо (29105)
15. Ланмер (29113)
16. Ланнеану (29114)
17. Лануарно (29111)
18. Ле-Клуатр-Сен-Тегоннек (29034)
19. Лок-Егіне (29128)
20. Локеноле (29132)
21. Локірек (29133)
22. Локмелар (29131)
23. Месполь (29148)
24. Морле (29151)
25. Плейбе-Крист (29163)
26. Плоюневанте (29204)
27. Плоюнеур-Мене (29202)
28. Плуворн (29210)
29. Плугану (29188)
30. Плугар (29187)
31. Плугонван (29191)
32. Плугульм (29192)
33. Плугурвес (29193)
34. Плуега-Геран (29182)
35. Плуега-Муайзан (29183)
36. Плуенан (29184)
37. Плуескат (29185)
38. Плузеведе (29213)
39. Плузок (29186)
40. Плуїньо (29199)
41. Плуневе-Локрист (29206)
42. Плурен-ле-Морле (29207)
43. Роскофф (29239)
44. Сантек (29273)
45. Сен-Вуге (29271)
46. Сен-Дерріян (29244)
47. Сен-Жан-дю-Дуа (29251)
48. Сен-Мартен-де-Шам (29254)
49. Сен-Поль-де-Леон (29259)
50. Сен-Серве (29264)
51. Сен-Совер (29262)
52. Сен-Тегоннек-Лок-Егіне (29266)
53. Сент-Сев (29265)
54. Сібірій (29276)
55. Сізен (29277)
56. Толе (29279)
57. Трезіліде (29301)
58. Трефлауенан (29285)
59. Трефле (29287)